# Servius Tullius
Servius Tullius var den legendariske sjette konge af Rom og den anden i dets etruskiske dynasti. Han regerede det Romerske Kongerige fra 578 til 535 f.Kr. Romerske og græske kilder beskriver hans beskedne oprindelse og senere ægteskab med en datter af Lucius Tarquinius Priscus, som var Roms første etruskiske konge, der blev myrdet i 579 f.Kr. Det forfatningsmæssige grundlag for hans tronbestigelse er uklart. Han beskrives nogle gange som den første romerske konge, der besteg tronen uden valg af Senatet, idet han opnåede tronen ved folkelig og kongelig støtte. Andre gange beskrives han som den første, der udelukkende blev valgt af Senatet, med støtte fra den regerende dronning – men uden at ty til en folkeafstemning.
Flere traditioner beskriver Servius' far som guddommelig. Livius skildrer Servius' mor som en tilfangetagen latinsk prinsesse, der blev gjort til slave af romerne. Hendes barn blev derefter valg som Roms fremtidige konge, efter at en ring af ild ses omkring hans hoved. Kejser Claudius afviste en sådan oprindelse og beskrev ham i stedet som en etruskisk lejesoldat ved navn Mastarna, der kæmpede for Caelius Vibenna.
Servius var en populær konge og en af Roms mest betydningsfulde velgørere. Han havde militære succeser mod Veii og etruskerne og udvidede byen til at omfatte Quirinal-, Viminal- og Esquilin-højene. Han krediteres traditionelt for dannelsen af Compitalia-festerne, opførelsen af templer til Fortuna og Diana og – mindre sandsynligt – opfindelsen af Roms første egentlige møntprægning.
Trods modstand fra Roms patriciere udvidede han den romerske stemmeret og forbedrede kår og formuer for Roms laveste klasser af borgere og ikke-borgere. I henhold til Livius regerede han i 44 år, indtil han blev myrdet af sin datter Tullia og svigersøn Lucius Tarquinius Superbus. Som følge af denne "tragiske forbrydelse" og hans overmodige arrogance som konge blev Tarquinius til sidst fjernet. Dette banede vejen for afskaffelsen af det Romerske Monarki og grundlæggelsen af den Romerske Republik, hvis grundlag allerede var lagt af Servius' reformer.